# Chambellan
Chambellan (Haïtiaans-Creools: Chanbèlan) is een stad en gemeente in Haïti met 26.500 inwoners. De plaats ligt 15 km ten zuidwesten van de stad Jérémie. De gemeente maakt deel uit van het arrondissement Jérémie in het departement Grand'Anse.
Er wordt koffie en cacao verbouwd.

## Indeling
De gemeente bestaat uit de volgende sections communales:
| Nr. | Naam   | Km²   | Inw.2015 |
| --- | ------ | ----- | -------- |
| 1   | Dejean | 26,61 | 13.787   |
| 2   | Boucan | 46,52 | 12.672   |